# Неоиндуизм
Неоиндуи́зм («новый», «реформированный индуизм») — разновидность индуизма, обобщённое название ряда реформаторских движений внутри индуизма, образовавшихся с начала XIX века. Одной из отличительных черт неоиндуизма является стремление включить в свою религиозно-философскую систему элементы учений других религий (например, христианства, ислама или буддизма).

## История

### Начало XIX века — середина 1880-х
В начальный период неоиндуизм следовал цели «„очищения“ индуизма от его позднейших наслоений» и цели развития Индии до уровня более развитых стран. Основателем неоиндуизма считается брахман Рам Мохан Рой, сформировавший религиозное общество Брахмо-самадж в 1828 году. Более поздними неоиндуистами стали Дебендранатх Тагор, Кешабчондро Сен, Даянанда Сарасвати, основавший движение Арья-самадж, Рамакришна Парамахамса.
На первом этапе неоиндуисты критиковали такие особенности индуизма, как самосожжение вдов после смерти супруга, отсутствие возможности повторного замужества для вдов, общий низкий уровень положения женщины в системе социальных отношений, детские браки, «систему кастовых перегородок» и другие недостатки. Неоиндуисты выступили за «широкое народное просвещение» и против идолопоклонства, традиционного жречества (Рой) и священных книг индуизма как авторитета (Тагор).
Неоиндуисты первого периода делали акцент на Абсолюте, не уделяя большого внимания многочисленным индийским богам, стоявшим, согласно неоиндуизму, ниже Абсолюта. Внутренние методы практики, включая медитации, молитвы и нравственное развитие, ставились во главу угла.
Неоиндуизм первого этапа не был однородным, в нём существовали свои внутренние противоречия, как и противоречия с традиционным индуизмом. К концу первого этапа все эти противоречия свёл на нет Рамакришна, указавший в своём учении, что разные традиции являются лишь «разными ступенями единого пути к Абсолюту».

### Середина 1880-х — 1960-е года
По мнению Пахомова, наиболее известными представителями второго периода неоиндуизма были Вивекананда и Ауробиндо. Неоиндуизм второго периода ставил своей целью «осмысление роли религии в современном обществе» и уделял большое внимание борьбе за независимость Индии, в отличие от неоиндуистов первого периода, часто сотрудничавших с английскими властями, патриотизму и дальнейшему ускорению развития страны по типу западных стран. Ещё более снизилось значение обрядов, увеличилось взаимодействие с западными слушателями, в неоиндуизм ввелись западные понятия для улучшения понимания неоиндуизма на Западе (одним из примеров является обозначение йоги как «экспериментальной науки»). Саньясин, действующий лишь в интересах сообщества без каких-либо «собственных мирских интересов», стал выступать в роли идеального неоиндуиста.
Неоиндуизм второго этапа указывает на универсальность индуизма, на возможность включения в него любых религий и учений. Кроме того, неоиндуизм указывает на «духовное главенство Индии» над другими странами мира и критикует христианство и западный мир за эгоизм и материализм.

### 1950—1960-е года — настоящее время
Третья волна неоиндуизма (в периодизации, предлагаемой Пахомовым) началась в период 1950—1960-х годов, когда неоиндуисты начали активно продвигать свои идеи на Западе, главным образом в США. Третий период неоиндуизма Пахомов связывает с такими движениями, как Международное общество сознания Кришны, движение Раджниша, движение Чинмоя, Сахаджа-йога, Ананда Марга и большим количеством прочих движений. Представителями данного этапа индуизм «подаётся как „общечеловеческая религия“, как „истинное знание“, вполне совместимое с другими религиями», включая ислам и христианство, и уже без каких-либо национальных индийских особенностей, а также как метод «решения глобальных проблем современности».
Популярность неоиндуистских движений на Западе увеличивалась быстрыми темпами, на что в значительной степени повлияло западное течение контркультуры. По данным Сергея Пахомова, от 5 до 10 % населения США было тем или иным образом вовлечено в одно из неоиндуистских движений.

## Учение
По мнению индолога Сергея Пахомова, неоиндуизм на всех трёх этапах своего развития в плане теологии и философии опирался на неоведанту, включающую в себя неоадвайту-веданту, теистические веданты (кришнаизм) и «универсальные» веданты (Рамакришна, Сатья Саи Баба). Пахомов выделяет основные отличительные черты, характерные для неоиндуистских учений. Это «идея абсолютного Божественного духа» (безличного или личного); представления о реальности мира и его зависимости от Божественной воли; определение человека как «вечной души, наделённой способностью к духовному совершенствованию» и «божественным совершенством». В неоиндуистских учениях значительное внимание уделяется йоге, являющейся «универсальным способом бытия» и «средством разрешения всех жизненных конфликтов».